# Mein Herz brennt
"Mein Herz brennt"（德译：我心燃烧）是德国工业金属乐队Rammstein发行的单曲，2001年歌曲第一次出现在专辑Mutter中，并在当时用作演唱会的开场曲，2011年出现在乐队精选集Made in Germany 1995–2011中。2012年11月22日宣布将以单曲的形式发行，歌曲的钢琴版与2012年12月7日发行。
歌曲的歌词描述了恐怖的噩梦，歌曲的开场白("Nun, liebe Kinder, gebt fein Acht. Ich habe euch etwas mitgebracht")选自上世纪50年代德国的儿童电视节目Das Sandmännchen，每晚Das Sandmännchen都会播出并讲一个睡前故事，这就意味着歌曲的旁白是一个黑暗版本。

## MV
Mein Herz brennt的MV由两个独立的影片组成，一个为原版另一个为钢琴版。钢琴版在2012年12月7日发布在Vimeo上，拍摄于Beelitz-Heilstätten的主浴室，由Zoran Bihac导演，这是Bihac与乐队的第四次合作了，他曾导演过"Links 2-3-4", "Mein Teil" 和 "Rosenrot"的MV，Bihac说这两个独立的MV就像阴阳般结合。
钢琴版展现了主唱Till Lindemann穿着黑色礼服和渔网，化着黑色和白色的脸部彩绘，整个浴室透着红色，浴室中间是一个发光的T型池，Lindemann在池前面歌唱，最后走进了池中，钢琴版中只出现了Lindemann。
原版MV在2012年12月14日发布，MV中睡魔由Melanie Gaydos扮演，她第一次出现在睡梦中的Richard Kruspe身旁并让他进入一个痛苦的状态，与此同时，Till绑架了一群孤儿并将他们关在主浴室的笼子里，有一名女看守试图用猎枪保卫孩子们，Till击败了她，看守一时年轻一时年老，但Till年龄没变，以表示他的不朽和超能力，在看守孤儿时，Till以一个怪诞的造型出场，随后孩子们被其他乐队成员用于各种检查和手术，手术之一是用注射器提取孩子的眼泪，随后注入睡魔体内，她穿着带着两个孩子的裙子，表明眼泪跟体外受精的关系，当Till离开主浴室时，孩子们（乐队成员扮演）逃除了他们的笼子和孤儿院，这导致Till扯出并吃他自己的心脏，同时孤儿院被火吞没。